# Сапоги

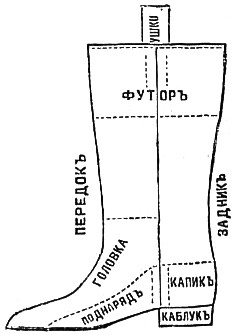
Главные части сапога: передок, «задник», подкладка в пятке, «поднаряд» — подкладка для верхней части «голенища» — так назыв. «футор», «капик», служащий подкладкою в «головке» сапога, и каблук.

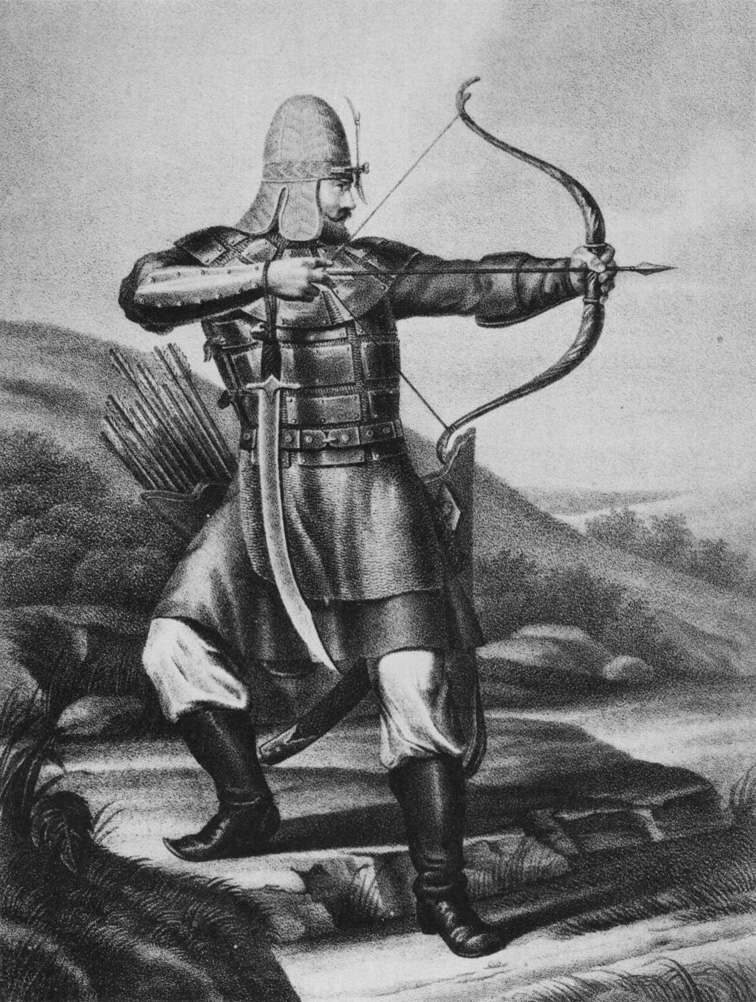
Русский ратник в сапогах, колонтаре с бармицей и шапке бумажной.

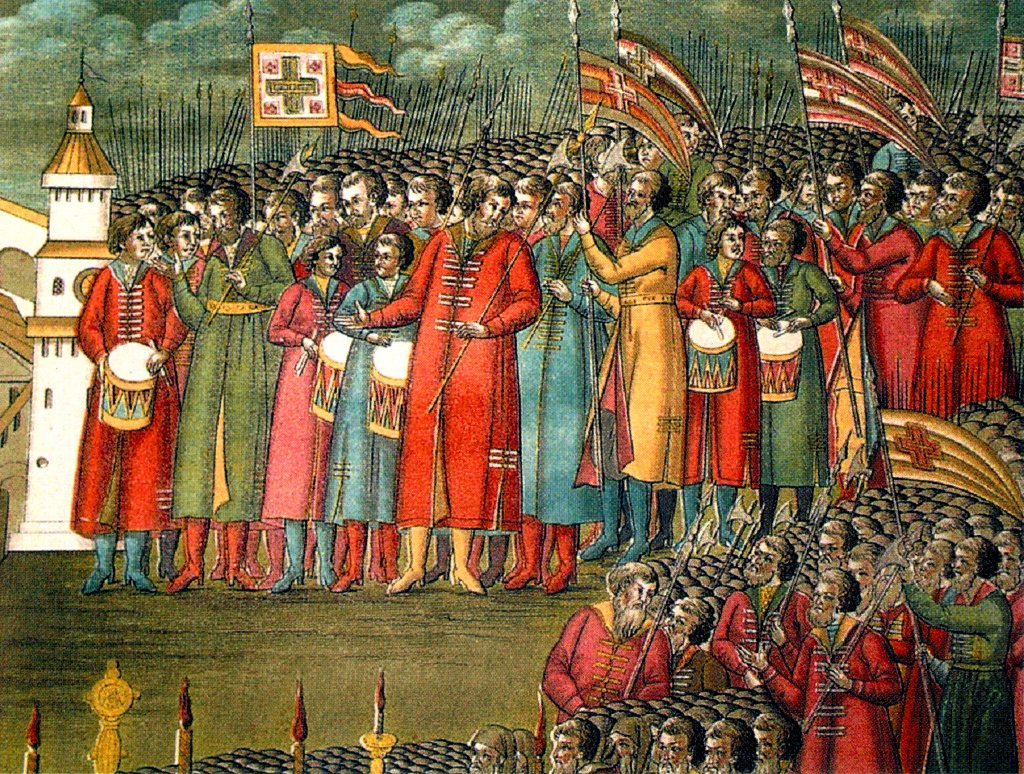
Стрелецкое войско (царская пехота) на фрагменте рисунка 1672 года, сапоги различных цветов.

Сапоги́ — вид обуви с высокими голенищами.

## История
Получили распространение на Руси и Ближнем Востоке от кочевников, для которых мягкие сапоги были удобной обувью для верховой езды. На Руси первое время считались обувью для богатых (простолюдины обыкновенно носили поршни или лапти), в последующем получили распространение твёрдые юфтевые сапоги.
Сафьяновые сапоги упоминаются в русских былинах. В русских летописях, повествующих о X веке, сапоги противопоставляются лаптям как знак принадлежности аристократии.
В Русском государстве, при царе Алексее Михайловиче, стрельцы носят на ногах высокие сапоги, а полки различались между собой цветом воротников, шапок и иногда сапог.
Популярность сапог среди знати несколько снизилась после того, как Пётр I ограничил ношение традиционной русской одежды.
Сапоги шили из юфти, с пришивным голенищем или цельные — вытяжные. Чаще всего с прямым срезом голенища. Особым шиком считались складки на голенищах (тогда это называлось сапоги «с моршыной»). Складки имели правильную круглую форму. Для этого в кожу вшивалась кольцом круглая верёвка. На голенище помещалось 5 — 6 таких колец. Морщин должно было быть не менее пяти. Также изготовлялись сапоги «со скрипом» — между подошвой и стелькой делали подкладку из сухой бересты или насыпали туда сахарный песок.
Носки имели круглую или удлинённую форму. Сапоги с острыми носами в России назывались остроги. Каблуки делались разнообразных фасонов: низкие, высокие, «в рюмку» (то есть обрезанные сзади).
Сапоги, закрывающие колени, получили название ботфортов и были популярны в эпоху барокко. До середины XX века сапоги в России были мужской и женской обувью. Известный генерал А. А. Брусилов писал: «… к 1917 году … чуть ли не всё население России ходило в солдатских сапогах…». Женщины носили коты — укороченные сапожки, отороченные сверху красным сукном или сафьяном.
В вооружённых силах являлись элементом формы одежды военнослужащих. В Советской Армии ВС Союза ССР военнослужащие носили хромовые, юфтевые (яловые) и кирзовые сапоги.

Сапоги хромовые для личного состава взводов Сухопутных войск и Военно-воздушных сил

Сапоги хромовые чёрного цвета состоят из голенищ, передов и низа. Голенища с жесткими футорами или лампасами, переда с поднарядами. Поднаряды и футора из подкладочной кожи. Носки жесткие. По заднему шву голенищ проходит прошва, а в верхней их части пришиты ушки из льняной тесьмы. Подошвы, стельки, задники и подноски из подошвенной кожи. Каблуки кожаные с набойками из резины или кожи. Крепление низа рантовое или деревянно-шпилечное — для офицеров и деревянно-шпилечное — для солдат и сержантов. Высота каблука 24 — 26 мм.— Приложение к приказу Министра обороны СССР 16 февраля 1971 года № 29 «Об изменении особой парадной формы одежды для личного состава рот почётного караула»
В Полковом учреждении Суворова говорилось (до середины XIX века при изготовлении обуви для правой и левой ноги обычно использовались одна и та же обувная колодка, обувь потому можно было носить на любой ноге): 

Наблюдает за рядовым, чтоб оные ежедневно ... башмаки или сапоги переменяли с одной ноги на другую, чтоб они не сносились и в ходьбе ног не потерли ...— Глава IV, § V, абзац 13
В настоящее время опять всё большую популярность приобретают резиновые сапоги.
В эпоху инквизиции испанским сапогом называли орудие пытки.
Сапог использовали также для разжигания потухшего самовара, надевая его голенищем вместо трубы и действуя им как "мехом" для нагнетания воздуха в топку.

## Галерея

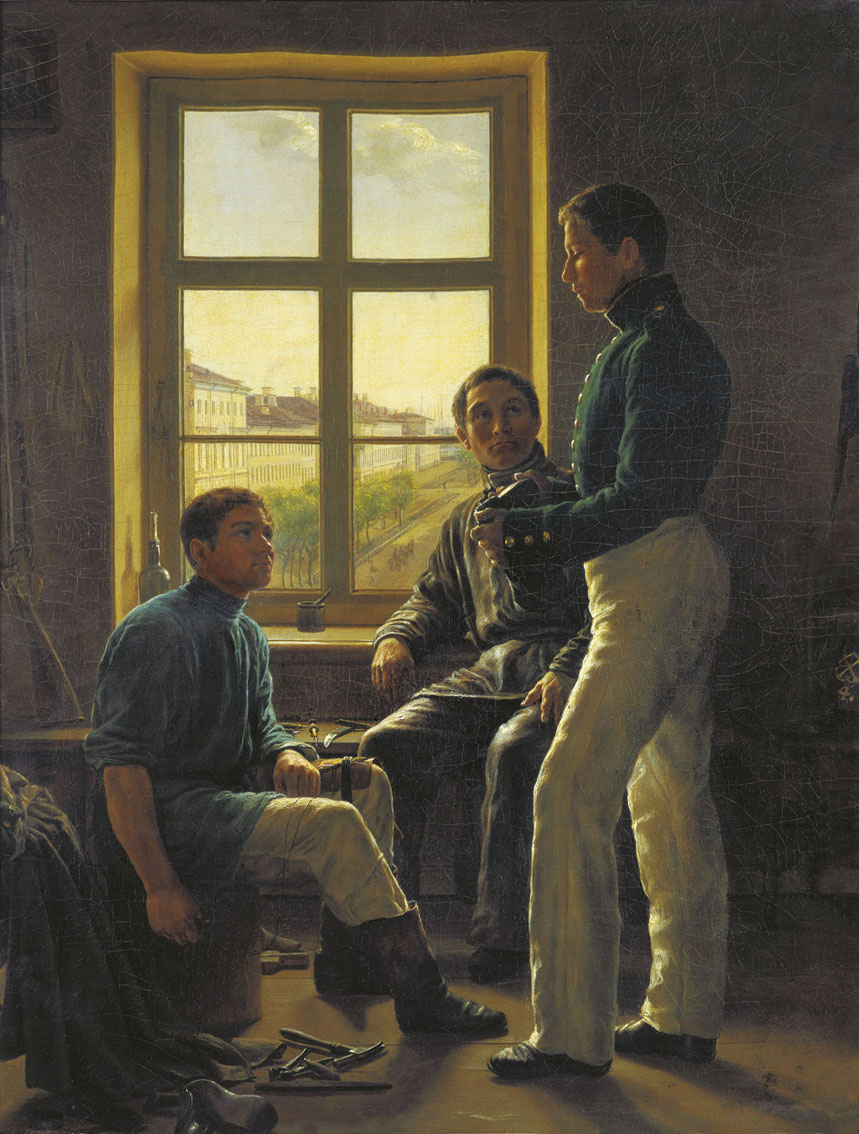
Картина А. Денисова, «Матросы в сапожной мастерской».
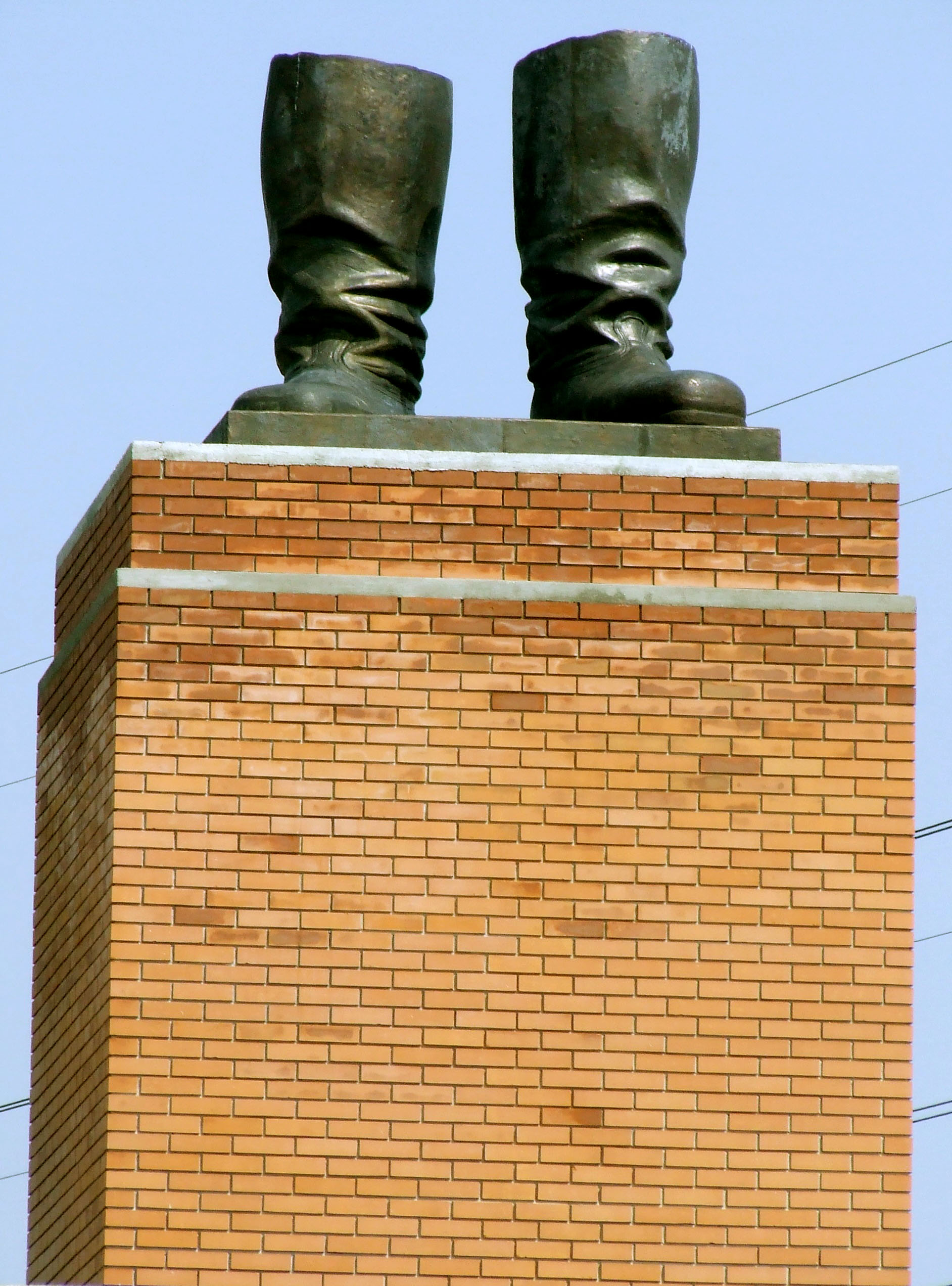
Сапоги Сталина — всё, что осталось от памятника (копия).
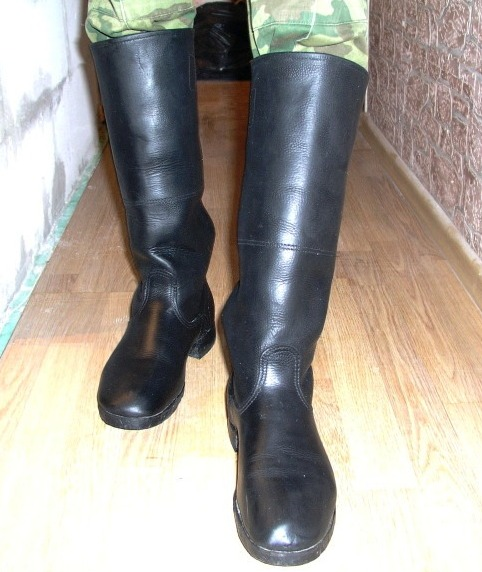
Юфтевые солдатские сапоги.
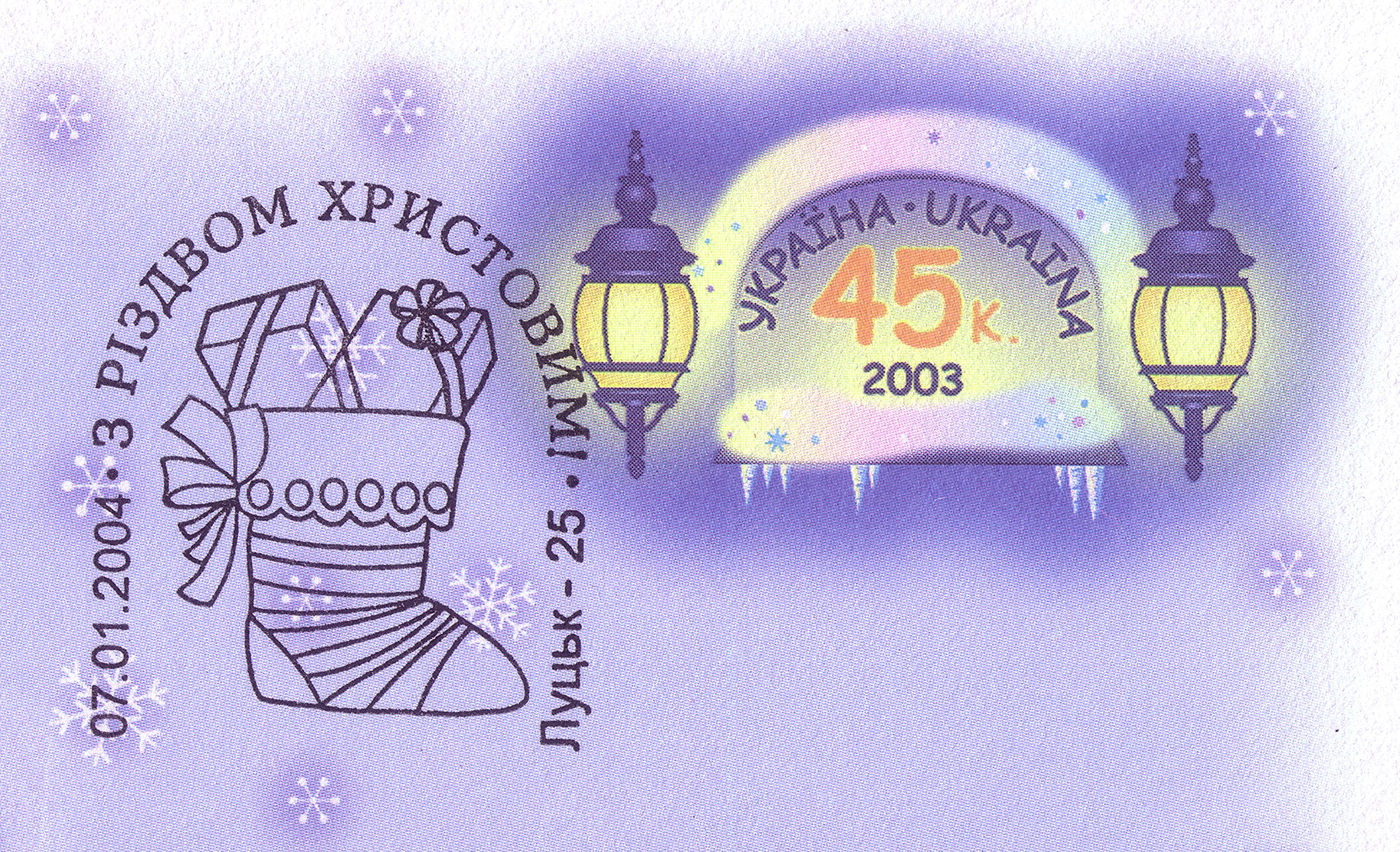
Гашение в виде рождественского сапога с подарками, 2004 год.
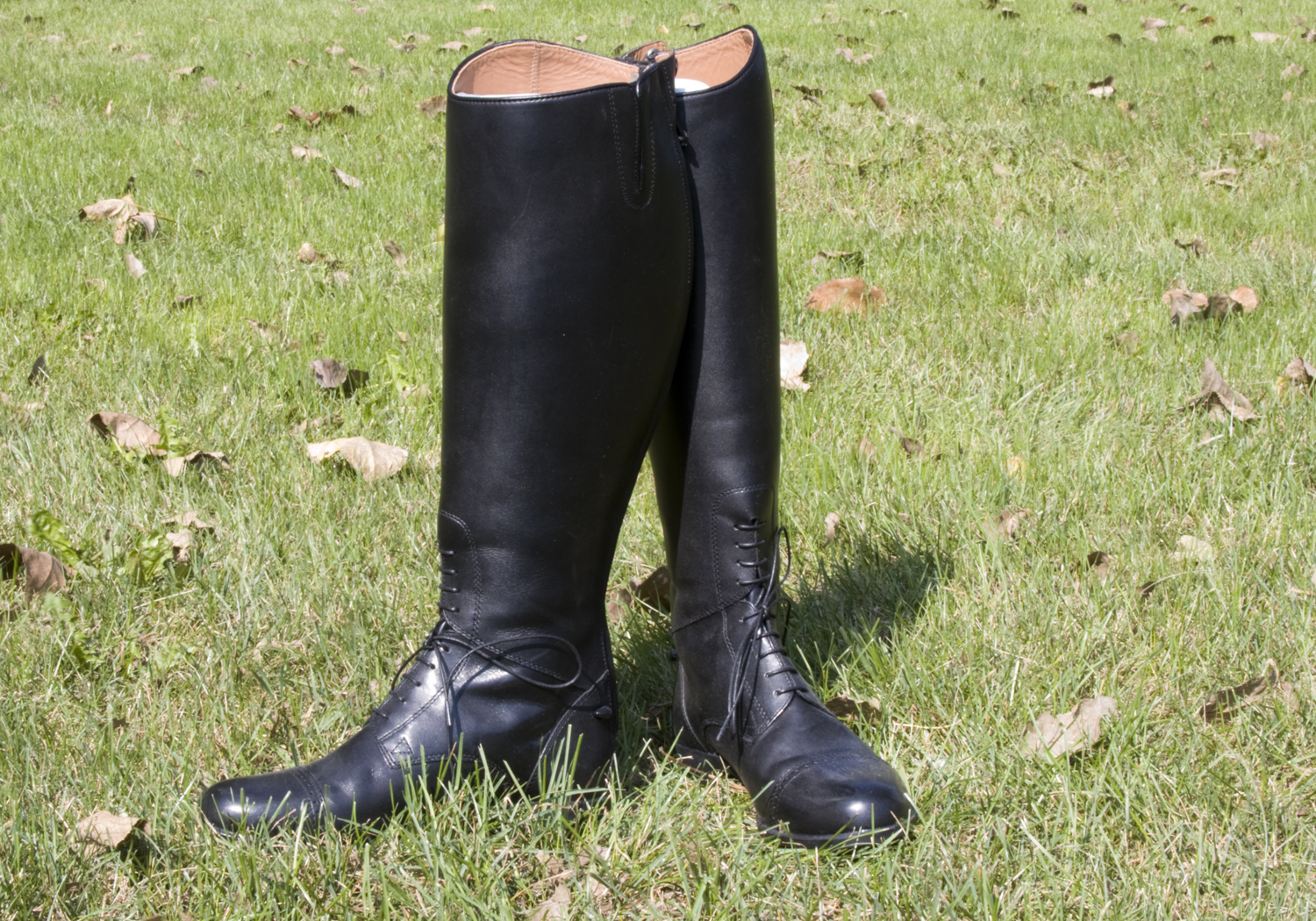
Сапоги для верховой езды.
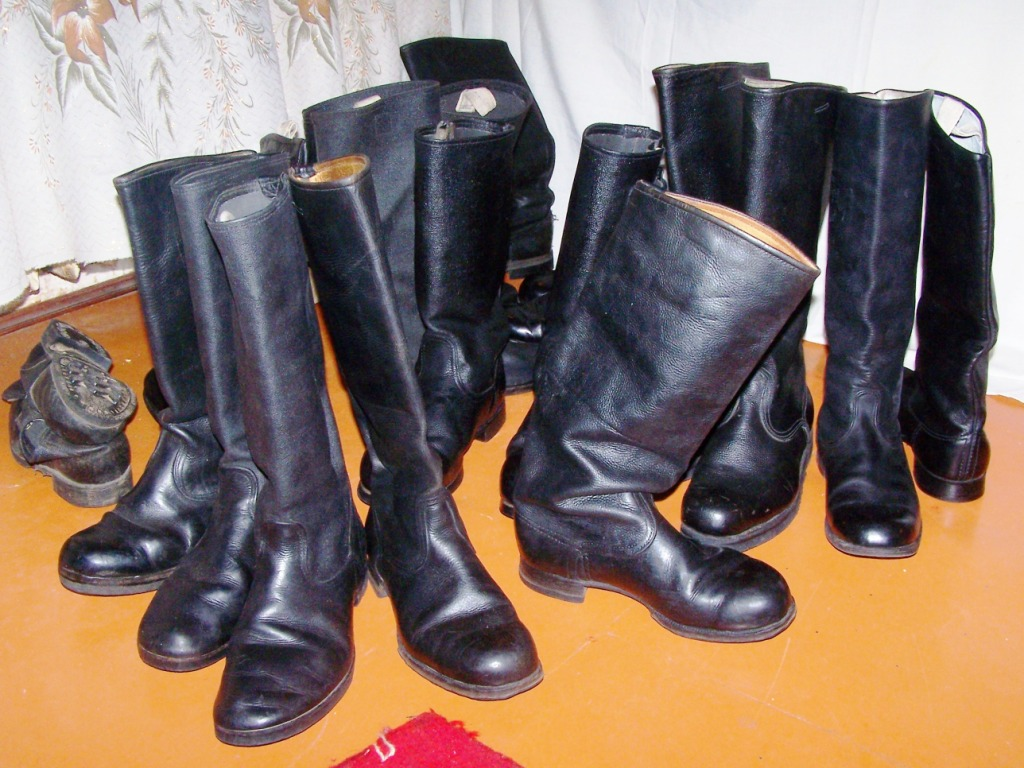
Армейские сапоги.
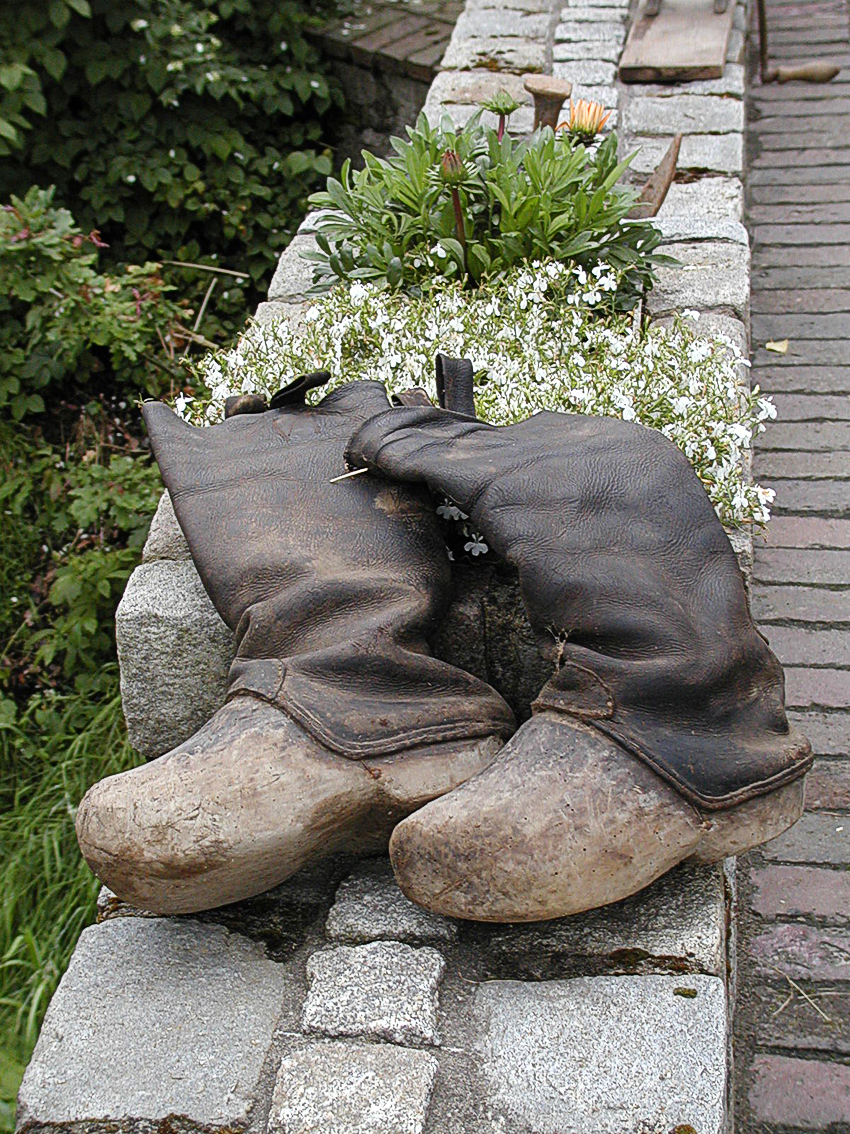
Деревянные сапоги из Остербруха, Нижняя Саксония, Германия.
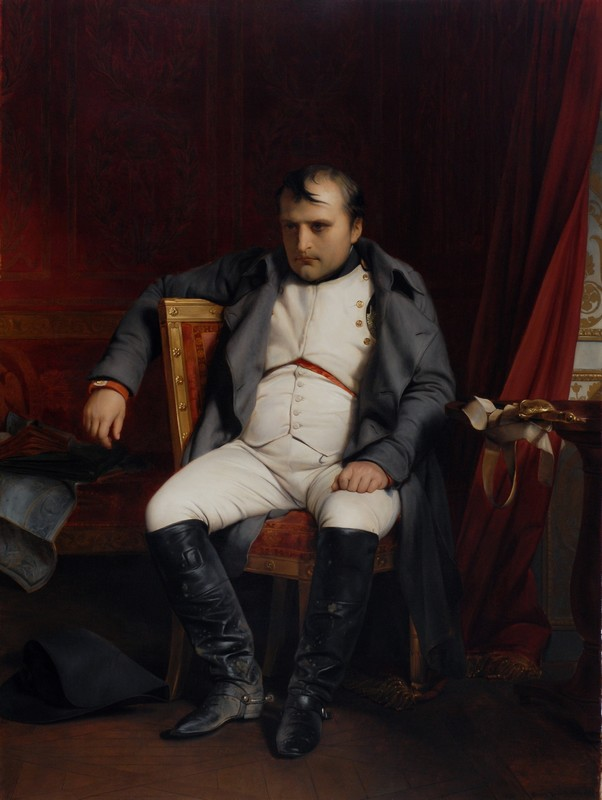
Наполеон в сапогах.
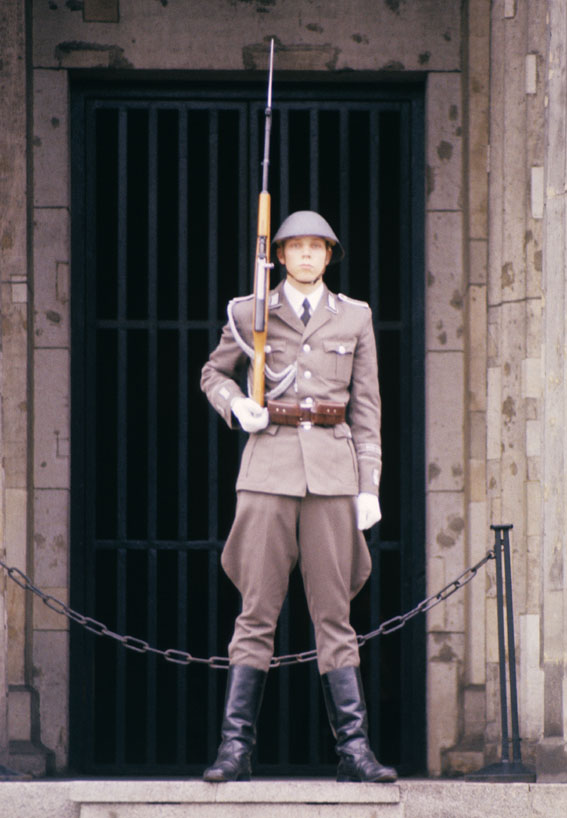
Солдат Национальной Народной Армии ГДР на посту.
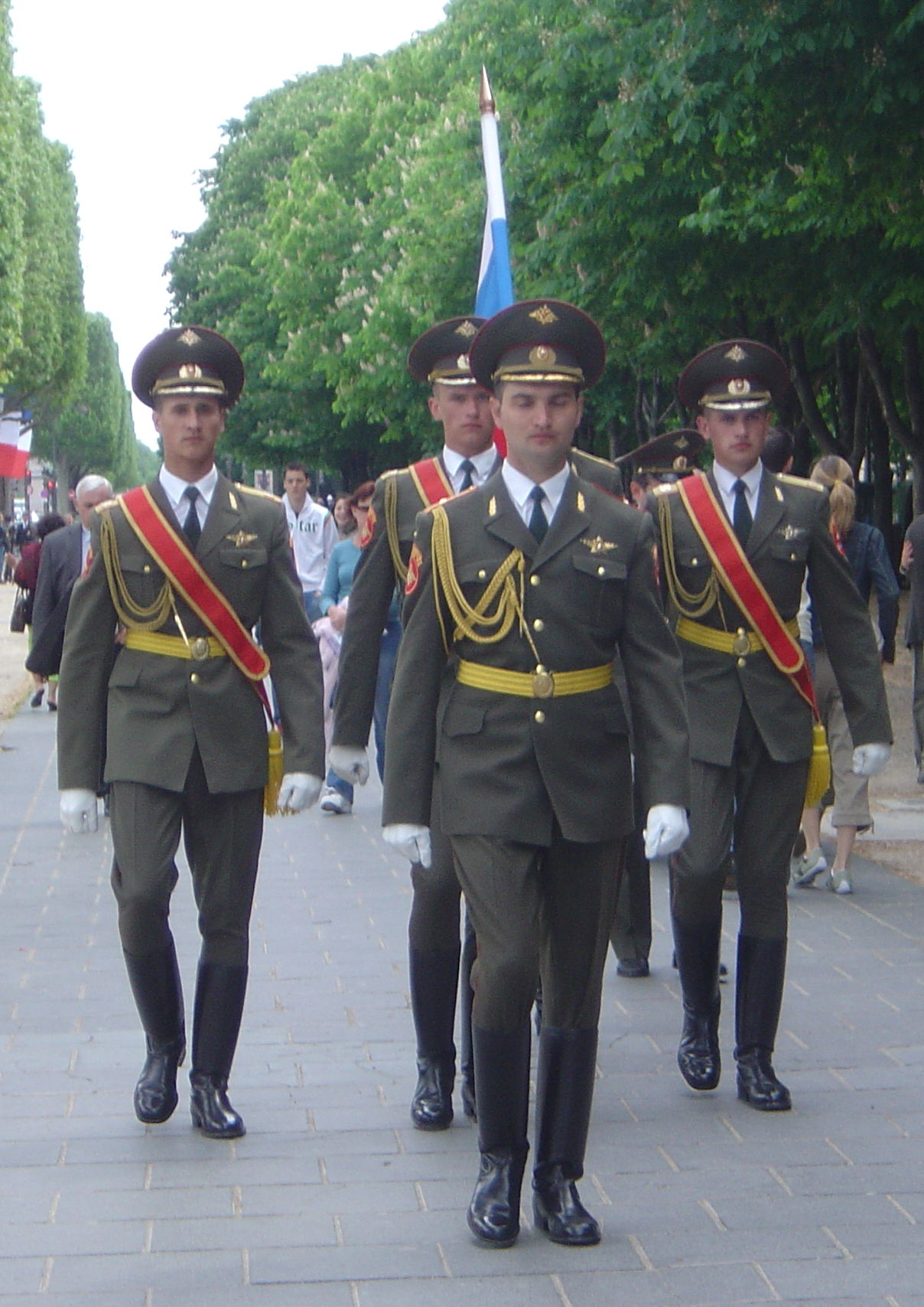
Военнослужащие 154-го отдельного комендантского полка (154 окп), Париж, Франция, 8 мая 2005 года.
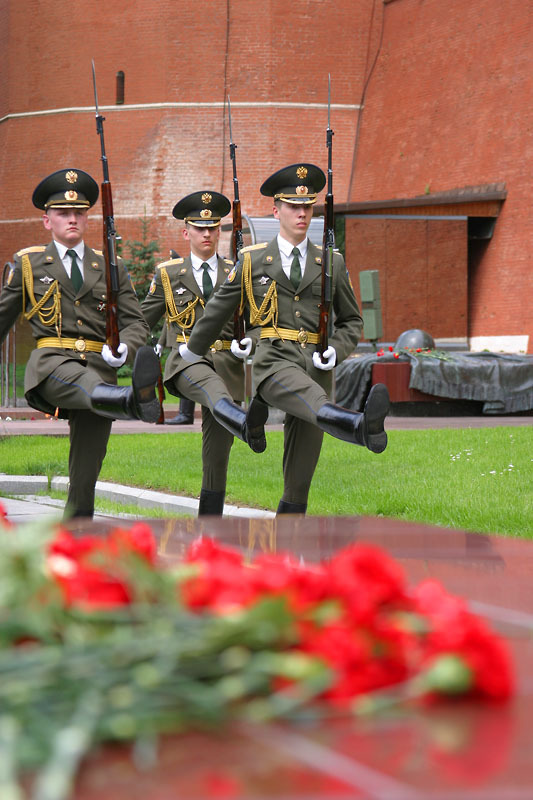
Почётный караул, Президентского полка, у Могилы Неизвестного Солдата, Москва.
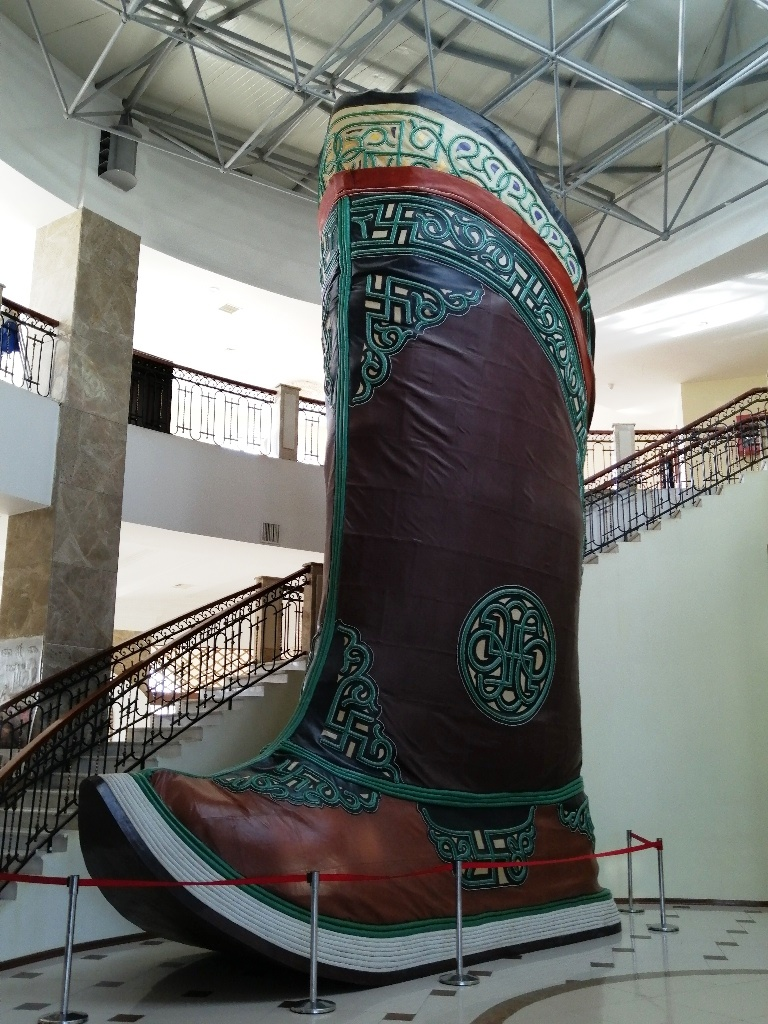
Экспонат самого большого в мире сапога - монгольского гутала. Музейный комплекс Цонжин Болдог, Монголия
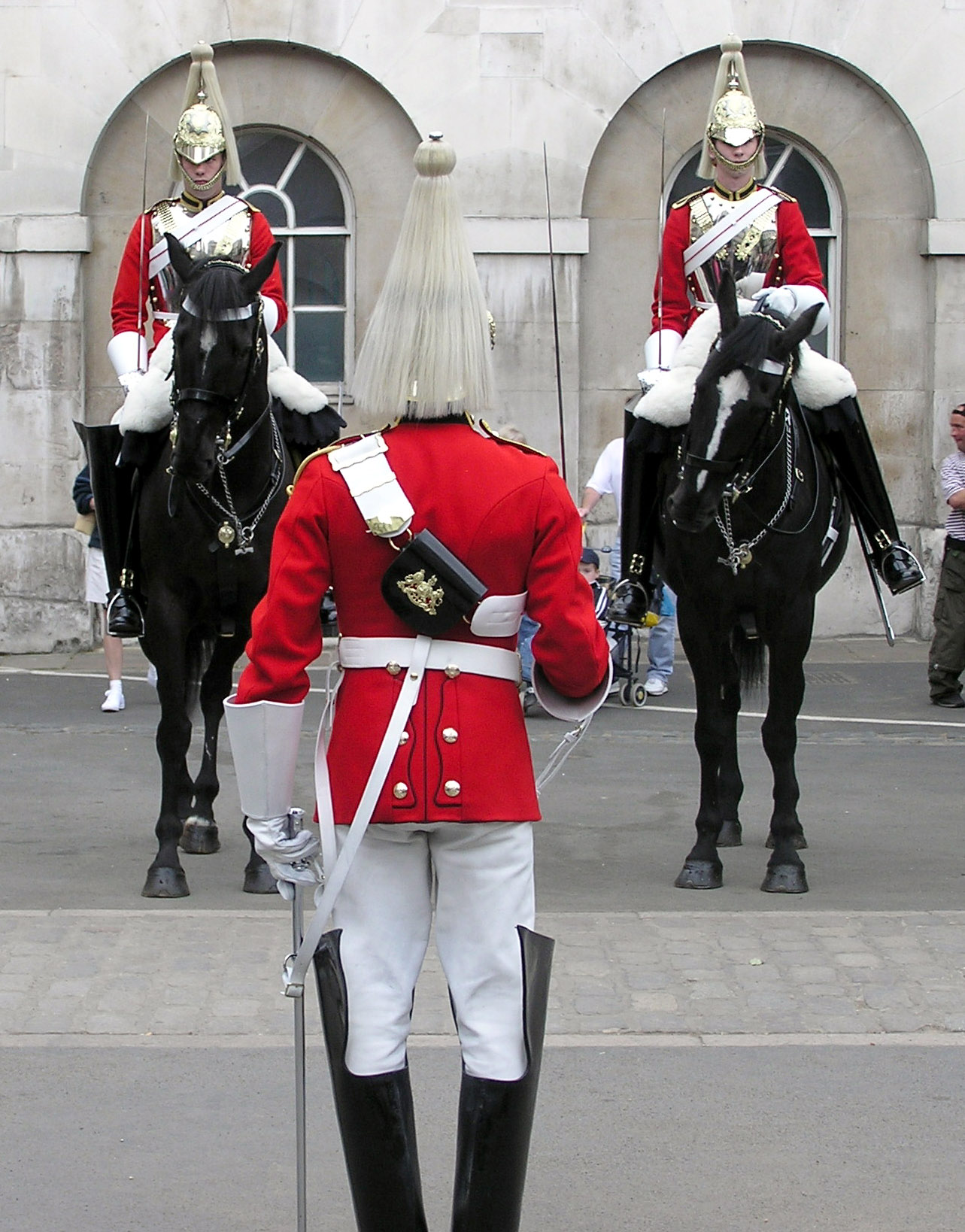
Смена лейб-гвардейского караула, видны пикельхельмы, панталеры и ботфорты, Лондон.